# Herman Sörgel
Herman Sörgel (Regensburg, Bavarska, Njemačka, 2. travnja 1885. — 25. prosinca 1952.), njemački arhitekt, poznat po zamisli projekta Atlantropa. 

## Životopis
Rodio se u Regensburgu od bavarskih roditelja. Od 1904. do 1908. studirao je arhitekturu na Tehničkom sveučilištu u Münchenu.
Projekt po kojem je poznat začet je kao rješenje ekonomskih i političkih previranja koji su razdirali poslijeratnu Europu ranog 20. stoljeća. Svoje je zamisli promicao sve do smrti 1952. godine.

## Smrt
Umro je u 67. godini ubrzo nakon prometne nezgode. Udario ga je automobil dok se vozio na biciklu na predavanje na sveučilište u Münchenu. Vozač automobila nikad nije pronađen.

## Djela
Među Sörgelova djela spadaju::
- Sörgel, Herman. 1929. Mittelmeer-Senkung. Sahara-Bewässerung=Lowering the Mediterranean, Irrigating the Sahara (Panropa Project), pamphlet. J.M. Gebhardt. Leipzig.
- Sörgel, Herman. 1931. Europa-Afrika: ein Weltteil (37): 983–987. Pristupljeno 27. lipnja 2017. journal zahtijeva |journal= (pomoć)
- Sörgel, Herman. 1932. Atlantropa. Fretz & Wasmuth, Zurich / Piloty & Löhle. Munich.
- Sörgel, Herman. 1933. Foreword to "Technokratie - die neue Heilslehre" by Wayne W. Parrish. R. Piper & Co.. Munich.
- Sörgel, Herman. 1938. Die drei großen "A". Großdeutschland und italienisches Imperium, die Pfeiler Atlantropas. Amerika, Atlantropa, Asien. Piloty & Loehle. Munich.
- Sörgel, Herman. 1942. Atlantropa-ABC: Kraft, Raum, Brot. Erläuterungen zum Atlantropa-Projekt. Arnd. Leipzig.
- Sörgel, Herman. 1948. Foreword to "Atlantropa. Wesenszüge eines Projekts" by John Knittel. Behrendt. Stuttgart.

## Vanjske poveznice
- Worldcat
- VIAF
- LCCN